# سندی پوینت (تگزاس)
سندی پوینت، تگزاس (به انگلیسی: Sandy Point, Texas) یک شهر در ایالات متحده آمریکا با جمعیت  نفر است که در تگزاس واقع شده‌است.

## نگارخانه

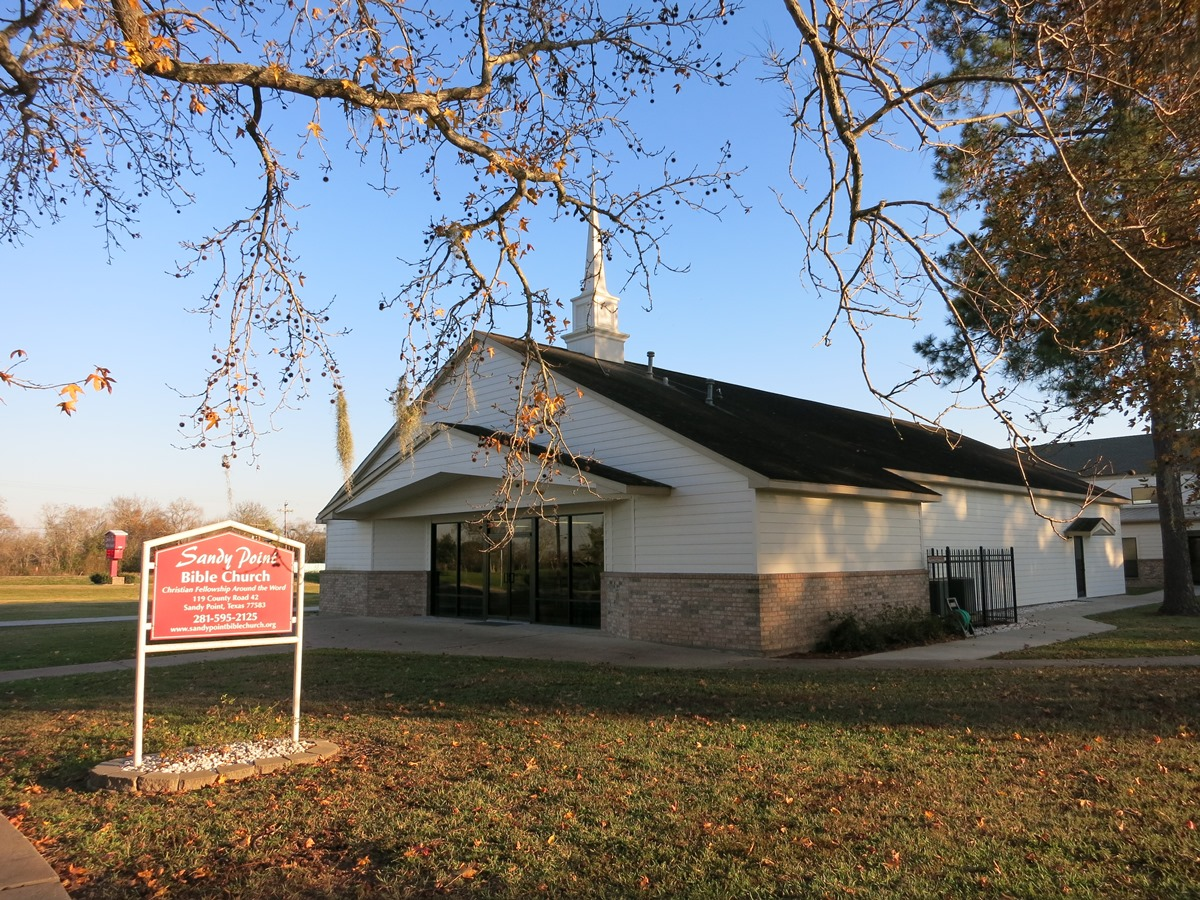
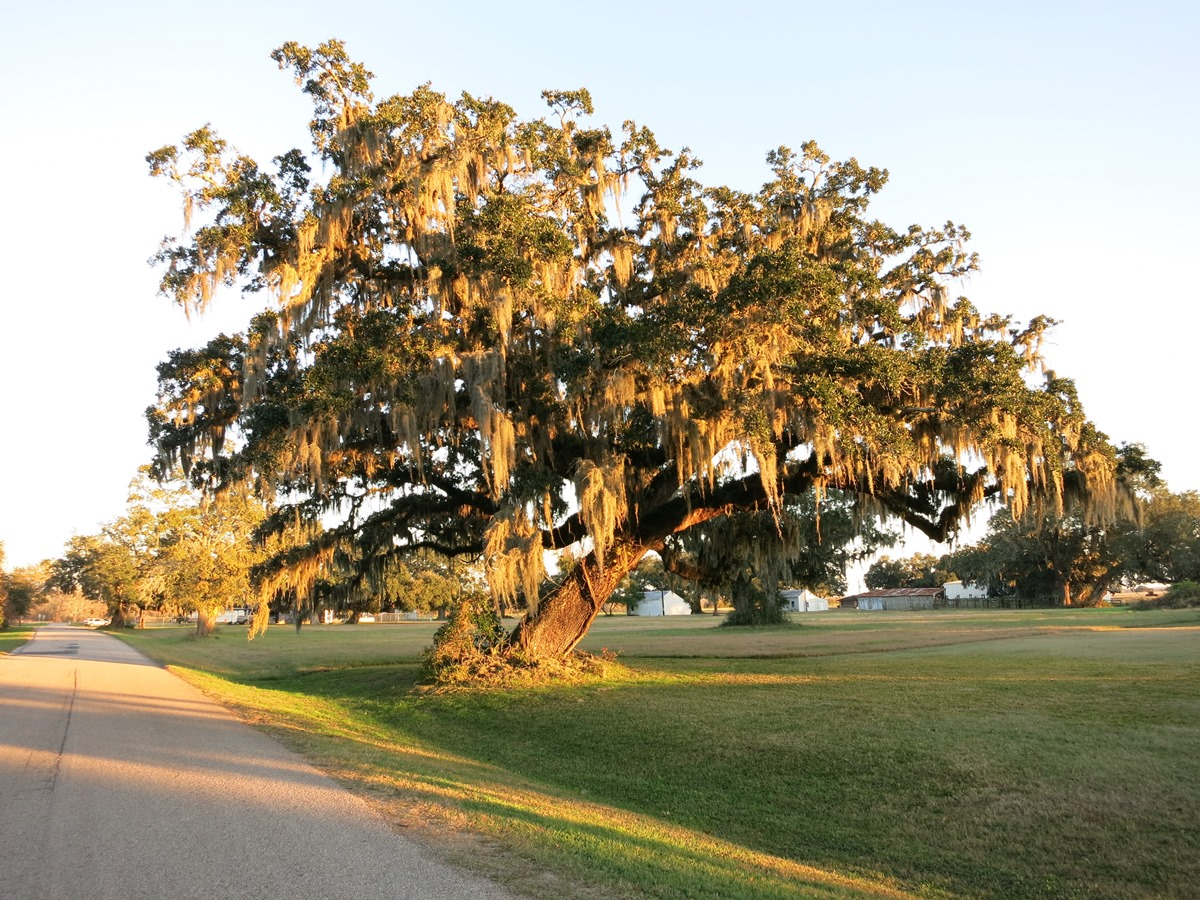